# Aspronema
Aspronema is een geslacht van hagedissen uit de familie skinken (Scincidae).

## Naam en indeling
De wetenschappelijke naam van de groep werd voor het eerst voorgesteld door Caitlin E. Conn & Stephen Blair Hedges in 2012. Er zijn twee soorten die lange tijd behoorden tot het geslacht Mabuya en in veel literatuur staan ze nog onder hun oude naam bekend.

## Verspreiding en habitat
Deze skinken komen voor in delen van Zuid-Amerika en leven in de landen Argentinië, Bolivia, Brazilië, Paraguay en Uruguay.
Door de internationale natuurbeschermingsorganisatie IUCN is aan één soort een beschermingsstatus toegewezen. De soort Aspronema cochabambae wordt als 'kwetsbaar' gezien (Vulnerable of VU).

## Soorten
Het geslacht omvat de volgende soorten, met de auteur en het verspreidingsgebied.
| Naam                    | Auteur     | Verspreidingsgebied                              |
| ----------------------- | ---------- | ------------------------------------------------ |
| Aspronema cochabambae   | Dunn, 1935 | Bolivia                                          |
| Aspronema dorsivittatum | Cope, 1862 | Argentinië, Bolivia, Brazilië, Paraguay, Uruguay |